# ریزغوک
ریزغوک یا ریزوَک (Microfrog) گونه‌ای غوک از خانوادهٔ پتروپدتیدا می‌باشد و بومی آفریقای جنوبی است. همانگونه که از نامش پیداست کوچکترین غوک جهان است و درازای آن به ۱ تا ۱٫۸ سانتیمتر می‌رسد.